# Emil Nicolae
Emil Nicolae (n. 18 martie 1947, Bacău) este un poet, eseist și jurnalist român.

## Date biografice
Deși s-a născut la Bacău (numele din acte: Emanuel Nadler), a locuit toată viața în Piatra Neamț (cu excepția perioadelor în care a urmat studiile universitare la Iași, și-a satisfăcut stagiul militar la Bacău și a lucrat în presă la Galați). Posedă atestatul de ziarist profesionist (UZP) și este expert al MCC în bibliofilie. A fost redactor și redactor șef-adjunct la revista Alma Mater / Dialog (1969-1972), redactor cultural la ziarele Viața Nouă (Galați, 1972) și Ceahlăul (Piatra-Neamț, 1973-1974). Din 1976 este muzeograf în cadrul Complexului Muzeal Județean Neamț (la Oficiului Jud. pentru Patrimoniul Cultural National si la Muzeul Memorial "Calistrat Hogaș"). După revoluție, a fost co-fondator, co-editor și secretar de redacție al săptămânalului independent, de informație și atitudine Acțiunea din Piatra-Neamț (1990-2001), iar din 2000 până în 2005 a fost secretar general de redacție al revistei de literatură & arte Antiteze. Din 2010 este redactor-șef al revistei de literatura & arte & atitudini Conta(Piatra-Neamț). De asemenea, din 2001 până în 2013 a realizat, săptămânal, două emisiuni de cultură la postul 1TV Neamț și, în perioada 2005-2014, a fost redactorul paginii culturale a ziarului Realitatea Media din Piatra-Neamț. A devenit membru al Uniunii Scriitorilor în 1990 si membru al UZP. Este prezent în antologii de poezie și eseuri publicate în Germania, SUA, Elveția, Israel, Franța, Italia și China.

## Colaborări la reviste
Colaborează cu versuri, studii, cronici literare, eseuri, recenzii și traduceri la revistele: Amfiteatru, Antiteze, Asachi, Ateneu, Bucovina literara, Cafeneaua literara, Caietele avangardei, Caietele Tristan Tzara, Conta, Contact international, Convorbiri literare, Cronica, Dacia literara, David(Austria), Dialog (Alma Mater), Dichtungsring (Germania), Echinox, Expres Cultural, Gazeta literară (debut în 1966), Luceafărul, Moment poetic (R. Moldova), Mozaicul, Nuovi Quaderni di Criterion (Italia), Poesie & Art (Israel), Poesis, Porto Franco, Revista muzeelor și monumentelor,România literară, SLAST, Steaua, Sinteze, Vatra, Viața Românească, Viața studențească, Vitraliu etc. și la TVR, Radio București și Iași.

## Debut editorial
- Cerul în apă (antologie, Ed. Junimea, Iași, 1970, red. Gheorghe Drăgan).

## Volume publicate
- Poetul adormit în dragoste (versuri, Ed. Junimea, Iași, 1976)
- Rostirea unui fluture-n lumină (versuri, Ed. Junimea, Iași, 1979)
- Studii / Confesiuni / Capricii (versuri, Ed. Junimea, Iași, 1983)
- Psihodrom (poem, Ed. Actiunea, Piatra-Neamț, 1994)
- Femeia și femela. Recurs la erogenia textului (eseu, Ed. Timpul, Iași, 1997)
- Omul de hârtie - thriller (poem, Ed. Crigarux, Piatra-Neamț, 1999; grafica de Dinu Huminiuc)
- Mortul perfect (poeme, Ed. Agora, Bacău, 2002; grafica de Dinu Huminiuc)
- Victor Brauner, la izvoarele operei (album monografic, Ed. Hasefer, Bucuresti, 2004)
- Paranoima (poeme, Ed. Crigarux, Piatra-Neamț, 2005; grafica de Dinu Huminiuc)
- Patimile după Victor Brauner (eseuri, Ed. Hasefer, București, 2006)
- Cearcăn (Biblioteca Convorbiri literare, Iasi, 2007)
- Poezia nu e decât slabiciunea artei (versuri, Ed. Limes, Cluj-Napoca, 2009; grafica de Dinu Huminiuc)
- Harșt se aude la marginea cimitirului (poeme, Ed. Tipo Moldova, Iasi, 2011)
- Dinu Huminiuc - de la desen la deSemn (album de artă, editor, Fundația Culturală ”Vorel” & Ed. Cetatea Doamnei, Piatra-Neamț, 2012)
- Autres caprices (poemes, Ed. Atlantica Seguier, Biarritz, 2012; desene de Dumitru D. Bostan)
- Victor Brauner și însoțitorii. Incursiuni în avangardă (Ed. Hasefer, Bucuresti, 2013)
- Dumitru D. Bostan - Locul și călătoria / Vedere din Neamț (album de artă, editor, Fundația Culturală ”Vorel” & Ed. Cetatea Doamnei, Piatra-Neamț, 2014)
- Amor Roma (versuri, Ed. Conta, Piatra-Neamț, 2015)
- Aurel Băeșu. Album documentar (Ed. Cetatea Doamnei, Piatra-Neamț, 2015; co-autor Lucian Corneliu Agăleanu)
- Suflet prădător (versuri, Ed. Junimea, Iași, 2017)
- A.L. Zissu, Manuel sin Marcu (roman; îngrijitor ediție; Ed. Hasefer, București, 2018)
- Lucian Tudorache - Album monografic (sculptură, editor, Fundația Culturală ”Vorel” & Ed. Constantin Matasă, Piatra-Neamț, 2018)
- Cinci poeți români / Five Romanian Poets (Romița Mălina Constantin, Diana Geacăr, Emil Nicolae, Ioan Es. Pop, Floarea Țuțuianu), traducere în engleză de Lidia Vianu (Ed. Muzeul Literaturii Române, București 2019, seria ”Lidia Vianu Translates”)
- ”Lidia Vianu Translates”: Five Romanian Poets / Cinci poeți români (Parallel Texts. Ediție bilingvă) Romița Mălina Constantin, Diana Geacăr, Emil Nicolae, Ioan Es. Pop, Floarea Țuțuianu; Texts selected, translated into English and edited by / Selecție, traducere și editare de Lidia Vianu; Advisor to the series: Anne Stewart (Contemporary Literature Press, http://editura.mttic.ro%5Bnefuncțională%5D; The University of Bucharest, 2020)
- Emanuel spune (poeme & confesiuni, Ed. Junimea / col. ”Exit”, Iași, 2022)
- Scriitori și artiști / Moderni și avangardiști / Evrei și români (studii & eseuri, Ed. Hasefer, București, 2022)
- Despre sânge (Biblioteca Convorbiri literare, Iasi, 2025)

## Premii, burse
- Premiul Uniunii Scriitorilor, Filiala Iași, 2000, pentru volumul "Omul de hârtie"
- Ordinul Meritul Cultural in grad de cavaler (2004)
- Titlul "Omul anului în cultură" acordat de ziarul Ceahlăul, Piatra-Neamț, 2004
- Bursă de creație oferită de Stiftung Kunstlerdorf Shoppingen (Germania, 2005)
- Premiul Dosoftei la Salonul Librex, Iași, 2006, pentru albumul monografic "Victor Brauner, la izvoarele operei"
- Premiul Uniunii Scriitorilor Filiala Iași, 2006, pentru volumul "Paranoima"
- Diploma și medalia "George Bacovia 130" acordate de Primăria Municipiului Bacău, 2011
- Premiul de excelență al Uniunii Scriitorilor Filiala Iași, 2012
- Titlul de "Poet al Iașului" acordat de Primăria Municipiului Iași, 2015
- Diploma și medalia aniversară "Centrul Internațional de Cultură și arte <George Apostu> - 25 de ani de la înființare", Bacău, 2015
- Titlul "Ambasador al Poeziei" acordat de Primăria Municipiului Iași, 2017
- Titlul de ”Cetățean de Onoare al Municipiului Piatra-Neamț”, 2018
- Premiul ”Mihai Ursachi” al Uniunii Scriitorilor, Filiala Iași, 2018, pentru volumul ”Suflet prădător”
- Finalist (alături de Floarea Țuțuianu, Ioan Es. Pop, Diana Geacăr și Mălina Romița Constantin) la Concursul ”Lidia Vianu Translates”, ediția a II-a, 2018
- Titlul de ”Poet al Capitalei Istorice a României” acordat de Primăria Municipiului Iași, 2019
- Premiul Uniunii Scriitorilor, Filiala Iași, 2023, pentru volumul ”Scriitori și artiști / moderni și avangardiști / evrei și români” (studii & eseuri)